# Kowboje
Kowboje – amerykański western z 1972 roku na podstawie powieści Williama D. Jenningsa.

## Główne role
- John Wayne – Wil Andersen
- Roscoe Lee Browne – Jebediah Nightlinger
- Bruce Dern – Long Hair
- Colleen Dewhurst – Kate
- Alfred Barker Jr. – Fats
- Nicolas Beauvy – Dan
- Steve Benedict – Steve
- Robert Carradine – Slim Honeycutt
- Norman Howell – Weedy
- Stephen R. Hudis – Charlie Schwartz
- Sean Kelly – Stuttering Bob
- A Martinez – Cimarron
- Clay O'Brien – Hardy Fimps
- Sam O'Brien – Jimmy Phillips
- Mike Pyeatt – Homer Weems
- Slim Pickens – Anse
- Richard Farnsworth – Henry Williams
- Wallace Brooks – Red Tucker
- Charise Cullin – Elizabeth
- Collette Poeppel – Rosemary

## Fabuła
Wil Anderson jest starzejącym się właścicielem bydła. By utrzymać się i nie stracić majątku, musi sprzedać swoje bydło. Ale pomocnicy zostawiają go i postanawiają szukać złota. Kiedy zbliża się czas spędzenia bydła, Wil wynajmuje 11 młodych chłopaków do pomocy. Pod jego okiem chłopcy, przeżywają szkołę życia. Ale żaden z nich, nawet Anderson, nie wie, że są pod okiem złodziei bydła...